# Station Mąkoszyce
Station Mąkoszyce is een spoorwegstation in de Poolse plaats Mąkoszyce.